# Prager Zeitung
Prager Zeitung – czeski tygodnik niemieckojęzyczny. Jego pierwszy numer ukazał się 5 grudnia 1991.
Czasopismo w formie drukowanej było wydawane do grudnia 2016.